# Edison (Nova Jersey)
Edison é uma municipalidade localizada no estado americano de Nova Jersey, no Condado de Middlesex.

## Geografia
De acordo com o United States Census Bureau, a localidade tem uma área de 79,4 km², onde 77,5 km² estão cobertos por terra e 1,8 km² por água.

### Localidades na vizinhança
O diagrama seguinte representa as localidades num raio de 8 km ao redor de Edison.

## Demografia
Segundo o censo nacional de 2020, a sua população é de 107 588 habitantes e sua área de terra é de 29,94 milha quadradas (77,5 km2) e possui 34 571 residências. É a quinta localidade mais populosa de Nova Jérsei.